# Campoletis cognata
Campoletis cognata là một loài tò vò trong họ Ichneumonidae.